# Ha-Modia
Ha-Modia (hebrejsky המודיע‎, doslova Zpravodaj) je hebrejsky psaný deník vycházející v Izraeli od roku 1950.
Byl založen roku 1950. Za jeho vznikem stála Agudat Jisra'el, světová organizace ultraortodoxního náboženského hnutí, která působila jako politická síla i v Izraeli. Podle údajů k roku 1995 patřil list k menším periodikům s celkovým nákladem pod 5000 výtisků.
Hebrejská verze deníku ha-Modia navázala na starší tradici tohoto listu. Ten vycházel již počátkem 20. století ve východní Evropě v jazyce jidiš. Na jeho vzniku se podílely četné rabínské autority jako například Chajim Ozer Grodzinski. Cílem listu napojeného od počátku na kruhy Agudat Jisra'el bylo čelit asimilaci a sekularizaci mezi Židy. V roce 1998 byla spuštěna anglická verze ha-Modia (Hamodia) pro potřeby židovských komunit v Evropě a USA. List si rychle získal popularitu a 15. prosince 2003 se z něj stal deník. Roku 2008 přibyla verze ve francouzštině.